# Viva Kids vol.2
Viva Kids vol.2 è il quattordicesimo e il secondo album in studio per bambini della cantante messicana Thalía, pubblicato nel 2020.

## Tracce
1. Mi no Cumpleaños
2. La canción de la Efe
3. Salto
4. Iuuuu
5. La vacuna
6. Una cucaracha
7. No quiero verduras
8. Es un pedo
9. Diente
10. No se trata de ganar
11. Los reyes magos
12. Yo puedo sola
13. Miedo-Terror
14. Mis Tradiciones
15. A dormir